# روماندی

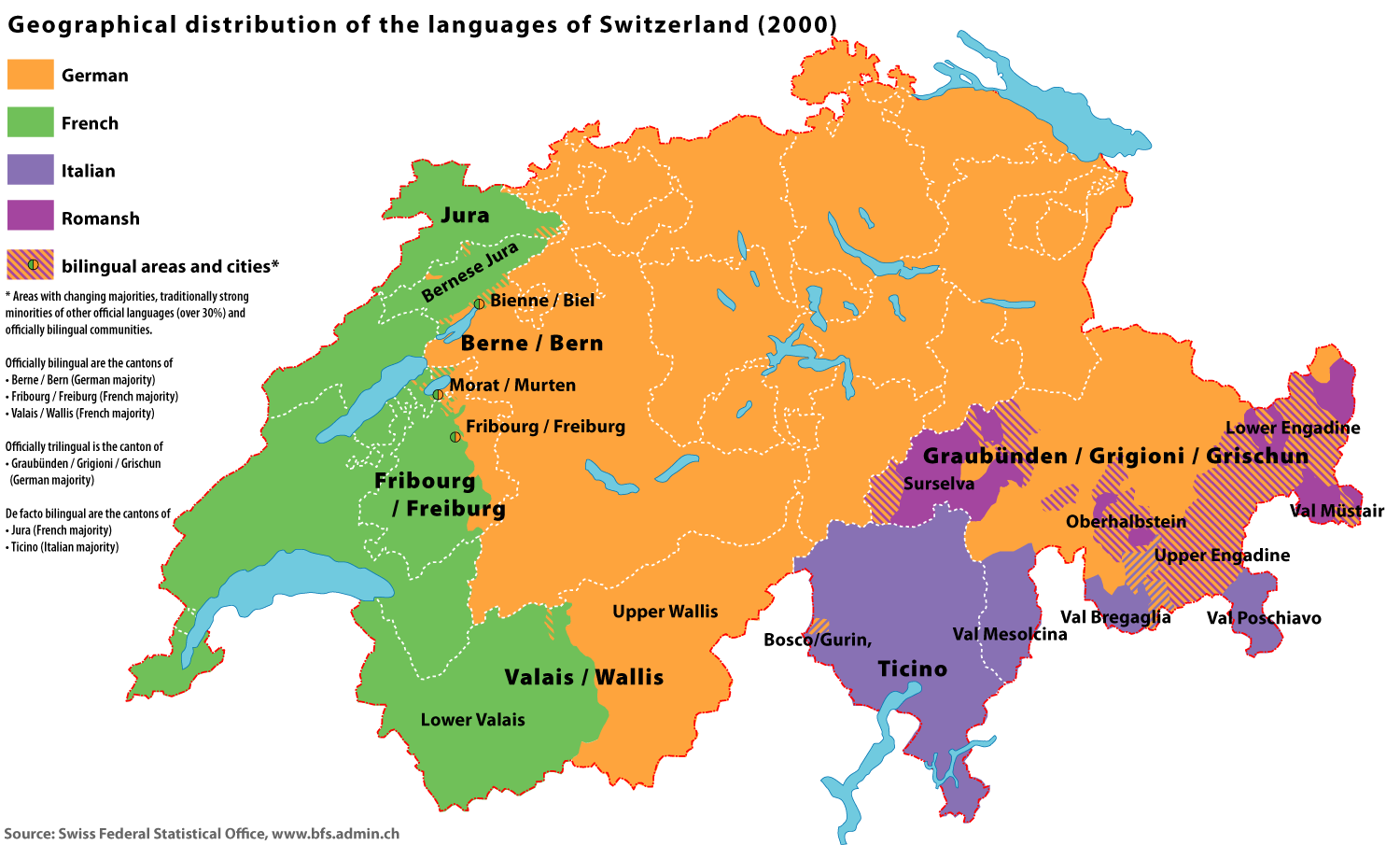
گسترهٔ زبان های سوئیس در سال ۲۰۱۰. روماندی به رنگ سبز نشان داده شده است.

روماندی (فرانسوی: Romandie‎) بخش فرانسوی-زبان غرب سوئیس است. در سال ۲۰۱۸، حدود ۲٫۱ میلیون نفر یا به عبارتی ۲۵٫۱ درصد از جمعیت سوئیس ساکن روماندی بوده‌اند. اکثریت جمعیت روماندی در غرب آن، بویژه در منطقهٔ آرک لومنیک در امتداد دریاچه ژنو، که ژنو، کانتون وو و کانتون وله را به هم وصل می‌کند، ساکن‌اند. 
فرانسوس تنها زبان رسمی در کانتون‌های سوئیس یعنی کانتون ژنو، کانتون وو، کانتون نوشاتل و کانتون ژورا است. در کانتون فریبورگ، کانتون وله و کانتون برن نیز هر دو زبان فرانسوی و آلمانی رسمی هستند.      